# Olympische Jugend-Sommerspiele 2014/Teilnehmer (Dänemark)
| Gelbes Symbol für Goldmedaillen mit stilisierten Olympischen Ringen | Graues Symbol für Silbermedaillen mit stilisierten Olympischen Ringen | Braundes Symbol für Bronzemedaillen mit stilisierten Olympischen Ringen |
| ------------------------------------------------------------------- | --------------------------------------------------------------------- | ----------------------------------------------------------------------- |
| —                                                                   | 1                                                                     | 3                                                                       |

Die Jugend-Olympiamannschaft aus Dänemark für die II. Olympischen Jugend-Sommerspiele vom 16. bis 28. August 2014 in Nanjing (Volksrepublik China) bestand aus fünfzehn Athleten.

## Athleten nach Sportarten

### Badminton
Mädchen
- Mia Blichfeldt
Einzel: Gruppenphase
Mixed: Gruppenphase (mit Devins Mananga Nzoussi  Republik Kongo)

### Golf
| Mädchen - Emily Kristine Pedersen Einzel: 6. Platz Mixed: 4. Platz | Jungen - John Axelsen Einzel: 5. Platz Mixed: 4. Platz |

### Kanu
Mädchen
- Bolette Iversen
Kajak-Einer Sprint: Viertelfinale
Kajak-Einer Slalom: Achtelfinale

### Leichtathletik
| Mädchen - Anne Sofie Kirkegaard Bronze 400 m Hürden | Jungen - Kristoffer Hari 100 m: 5. Platz - Benjamin Lobo Vedel 400 m: 5. Platz |

### Radsport
| Mädchen - Bronze Staffel - Anna Madsen - Pernille Mathiesen | Jungen - Silber Staffel - Mikkel Frølich Honoré - Rasmus Salling |

- Staffel Mixed: 6. Platz

### Rudern
Mädchen
- Astrid Steensberg
Einer: 14. Platz

### Schießen
Mädchen
- Christina van Elzelingen
Luftpistole 10 m Einzel: 11. Platz (Qualifikation)
Luftpistole 10 m Mixed: Achtelfinale (mit Christopher Summerell  Australien)

### Triathlon
| Mädchen - Alberte Kjær Pedersen Einzel: 10. Platz Mixed Staffel: 4. Platz (im Team Europa 4) | Jungen - Emil Hansen Bronze Einzel Gold Mixed Staffel (im Team Europa 1) |